# Martin Groth
Martin Groth (* 20. Oktober 1969 in Hannover) ist ein ehemaliger deutscher Fußballspieler.

## Sportlicher Werdegang
Groths Karriere als professioneller Fußballspieler begann am 33. Spieltag der Saison 1987/88 mit seiner Einwechslung im Spiel von Hannover 96 gegen Eintracht Frankfurt. Für Hannover 96 war er von 1987 bis 1995 in der 1. und 2. Bundesliga aktiv. 1995 wechselte er zu Hansa Rostock in die 1. Bundesliga. 1998 ging er dann zum Hamburger SV. Insgesamt absolvierte der defensive Mittelfeldspieler 155 Spiele in der 1. Fußball-Bundesliga und schoss in dieser Zeit 16 Tore. In 208 Spielen in der 2. Bundesliga für Hannover 96 und den VfB Lübeck gelangen ihm 15 Tore. Groth war als sehr fairer Spieler bekannt. In seiner 17-jährigen Profi-Karriere kassierte er insgesamt nur 17 Gelbe Karten und keine einzige Rote Karte.
1992 gewann er mit dem damaligen Zweitligisten Hannover 96 den DFB-Pokal. In der Saison 2003/2004 führte er den Zweitligisten VfB Lübeck als Mannschaftskapitän in das Halbfinale des DFB-Pokals. 2000 qualifizierte er sich mit dem Hamburger SV für die Champions League. Nach dem Abstieg Lübecks in die Regionalliga beendete er seine Profikarriere und wechselte für eine Saison zu seinem Heimatverein SC Langenhagen in die Niedersachsenliga. Mitte 2005 beendete Groth seine aktive Fußballerkarriere. In der Saison 2007/08 spielte der Ex-Profi weitere sechs Spiele (kein Tor) in der 5. Spielklasse für die Niedersachsen. In der Spielzeit 2008/09 agierte Groth als Sportdirektor des SC Langenhagen in der Oberliga Niedersachsen West.
Martin Groth ist Besitzer eines Sportartikelgeschäfts in Langenhagen.